# Наступление Северо-Западной армии осенью 1919 года
Наступле́ние Се́веро-За́падной а́рмии о́сенью 1919 го́да — военная операция осенью 1919 года во время Гражданской войны в России, в ходе которой Северо-Западная армия генерала Н. Н. Юденича при поддержке вооружённых сил Эстонии и военно-морского флота Великобритании пыталась овладеть Петроградом. Операция закончилась контрнаступлением РККА, разгромом Северо-Западной армии, её разоружением и интернированием Эстонией и заключением последней мира с Советской Россией.

## Ситуация в Северо-Западном крае осенью 1919 года
На всей советской территории северо-западного края России осенью 1919 года сложилась критическая продовольственная обстановка. На фронте в течение нескольких дней суточный хлебный паёк был сокращён до ½ фунта в сутки, в тылу — до ¼ фунта хлеба в сутки:303. В городе Петрограде люди голодали:295. За один год численность населения города сократилась почти вдвое — с 1 469 000 жителей в 1918 году, до прим. 800 000 в 1919 г. При этом коэффициент смертности в городе был одним из самых высоких за всю современную мировую историю — к началу 1920 года на 1000 жителей приходилось 90 умерших:467.
Дезертирство из Красной армии было массовым явлением. За три осенних месяца 1919 года на территории Петроградского военного округа было задержано 47 217 дезертиров, то есть количество дезертиров почти вдвое превышало количество военнослужащих 7-й армии РККА, защищавшей Петроград. В сельской местности не прекращались антисоветские восстания недовольных продразвёрсткой и поголовной мобилизацией в Красную армию крестьян:308—310.
Отсутствие необходимого количества транспорта, как гужевого, так и моторного, сильно затрудняло переброску войск, техники, боеприпасов и продовольствия, а осенняя сырая погода так испортила дороги края, превратив их в вязкую, топкую жижу, что сделало задачи по быстрому перемещению по ним войск и грузов практически невыполнимыми.

### Подготовка к взятию Петрограда
26 августа 1919 года в Риге, при активном содействии главы британской военной миссии в Прибалтийском регионе генерала Ф. Марча (бывший британский военный атташе при российском наместнике на Кавказе Воронцове-Дашкове), был подписан протокол «об общем наступлении на Петроград», в котором обязались принять совместное участие все антибольшевистские силы региона — русские Северо-Западная и Западная добровольческая армии, вооружённые силы Эстонии, Литвы, Латвии, Польши. Наступление было назначено на 16 сентября, причём активные наступательные действия должны были вести только русские армии; вооружённым силам иностранных государств отводилась роль сковывания Красной армии на их восточных границах. Северо-Западной армии ставилась задача овладения Петроградом, а Западной армии П. Р. Бермондта-Авалова — наступлением от Двинска на Великие Луки, с тем чтобы в дальнейшем перерезать Николаевскую железную дорогу и разорвать пути снабжения Петрограда. В силу разнообразных причин согласованный план наступления остался только на бумаге:344.
Белые лидеры тщательно готовились к вступлению в бывшую столицу. Прежде всего нужно было продумать поставки продовольствия голодающему населению. Для этого была создана общесоюзническая продовольственная комиссия, возглавил которую будущий Президент США сенатор Гувер:334. Северо-Западное правительство заключило договоры с эстонскими и финскими поставщиками на закупку продовольствия. Было приготовлено 400 000 и 200 000 пудов муки в Выборге и Ревеле соответственно. Красным Крестом были закуплены сало, колбасы, молоко, бобы. Велись переговоры о закупке 1 500 000 пудов картофеля в Эстонии и нескольких миллионов пудов овощей у финских огородников. Специальная американская комиссия обязалась обеспечить едой всех петроградских детей в возрасте до 14 лет, для чего закупила у эстонцев 54 000 пудов муки. На средства Центрального военно-промышленного комитета, которые ещё оставались со времени Великой войны, в США были закуплены 600 000 пудов муки, 1 500 000 пудов риса и сахара. По занятии Гатчины во время наступления, Юденич запросил правительство о срочной погрузке продовольствия в вагоны, и его отправке, так как занятие Петрограда в тот момент ожидалось через день-два:295.
Была продумана организация гражданского управления городом и очистка его от «нежелательных элементов» — Начальником разведки штаба Северо-западной армии была подготовлена специальная автомобильная колонна, которая должна была войти в Петроград и обеспечить арест лиц, по заранее составленному списку:297.
По занятии Петрограда предполагалось образовать специальную «Государственную комиссию по борьбе с большевизмом» (по аналогии с комиссией Мейнгарда на Юге России), целями которой был бы сбор информации о преступлениях большевизма в Северо-Западном регионе, для последующей передачи материалов в следственные органы, и распространение информации о большевизме по всему миру, так как, как отмечал министр юстиции Северо-Западного правительства кадет Е. И. Кедрин, который был назначен председателем комиссии, большевизм «…оказался чрезвычайно заразительным … чрезвычайные профилактические меры против большевизма необходимы и не только в России, но и на пространстве всего мира». В комиссию предполагалось пригласить ведущих учёных, историков, литераторов, общественных деятелей и глав дипмиссий:120.

### Мероприятия по обороне Петрограда
Петроград был объявлен «на военном положении» ещё 2 мая 1919 года. Вся власть (гражданская и военная) с этого момента передавалась «Революционному комитету обороны г. Петрограда» («Военному совету»), практически осуществлявшим исполнительную власть посредством «революционных районных троек», образованных в каждом из 11-ти (по числу районных организаций РКП(б)) районов города, члены которых назначались Петроградским комитетом РКП(б) и утверждались «Ревкомом обороны». При тройках были созданы ревтрибуналы, на них же были возложены функции ЧК. В конце июля 1919 года на территории города и его окрестностей в радиусе до 15 километров был образован Петроградский укреплённый район. Командование «укреплённым районом» передавалось 7-й армии:358—359.
С 27 сентября 1919 года, в связи с раскрытием контрреволюционного заговора в Москве, в помещениях «ревтроек» было установлено круглосуточное дежурство, а все коммунисты Петрограда были переведены на казарменное положение. 15 октября, ввиду угрозы Петрограду, «ревтройки» были созданы также при всех промышленных предприятиях города:360.
15 октября 1919 года, когда катастрофическое положение дел под Петроградом стало очевидно для большевистского руководства, было проведено совещание Политбюро ЦК РКП(б), на котором, в числе иных вопросов, рассматривался вопрос защиты Петрограда. Политбюро постановило:

Петрограда не сдавать. Снять с Беломорского фронта максимальное количество людей для обороны Петроградского района. Помочь Петрограду посылкой некоторого количества кавалерии. … Предложить Троцкому после проведения в Реввоенсовете срочных мер съездить на сутки в Петроград:331
15-го же числа было усилено «осадное положение» — передвижение по городу после 20 часов вечера воспрещалось, частным абонентам отключалась телефонная сеть и пр. 17 октября 1919 года Троцкий прибыл в Петроград. Был воссоздан действующий во время весеннего наступления белых «Район внутренней обороны» Петрограда (нач. Д. Н. Авров) в задачи которого входила организация вооружённой борьбы в пределах города. Был создан «Штаб внутренней обороны» (нач. А. А. Бобрищев). В каждом из 11 районов города создавался свой «районный штаб внутренней обороны». Одной из задач штаба была «подготовка особо важных объектов государственного значения к взрыву, на случай возможного падения Петрограда». Предполагалось вести «активную оборону», то есть не обороняться, а активно искать врага в пределах города, для его уничтожения, для чего в каждом районе создавался свой вооружённый отряд — батальон, с пулемётной командой и приданной артиллерией, штатной численностью 1072 человека:336—351.
Внутри Петрограда были определены три последовательных позиции — рубежи обороны. Впрочем, по мнению историка Корнатовского, несмотря на установку на «активное уничтожение противника», авторы плана обороны Петрограда на созданных трёх рубежах обороны, гораздо больше внимания уделили планированию отхода с этих рубежей и указанию путей отступления из города, чем собственно «активной обороне»:357.
20 октября была объявлена мобилизация всех трудящихся в возрасте от 18 до 43 лет. Была произведена также мобилизация коммунистов Петрограда, давшая фронту 1169 бойцов. Из других регионов Советской России в эти дни октября в Петроград прибыло 794 коммуниста. Не остался в стороне от мобилизации и Петроградский Комитет РКСМ — были мобилизованы 1500 юношей из Петрограда и прилегающих уездов в возрасте старше 16 лет, а также 150 девушек, которые были направлены, в основном, в санитарные части. Особенно «отличился» комитет Шлиссельбургского порохового завода, отправивший на фронт подростков 14-15 лет, из числа которых впоследствии были убитые и раненые (в ходе боёв «Шлиссельбургский рабочий батальон» потерял более половины личного состава):438—443.
В. И. Ленин живо интересовался ходом военной операции и непрестанно посылал из Москвы Троцкому письма с инструкциями. В одном из них, написанным уже после того, как РККА начала наступление, он писал:44—45:

Покончить с Юденичем (именно покончить — добить) нам дьявольски важно. Если наступление начато, нельзя ли мобилизовать ещё тысяч 20 питерских рабочих, плюс тысяч 10 буржуев, поставить позади их пулемёты, расстрелять несколько сот и добиться настоящего массового напора на Юденича?— В. И. Ленин. Из письма Троцкому. 22 октября 1919 г.
К обороне активно привлекали и женщин-работниц. За октябрьские дни, среди общего числа мобилизованных в районные батальоны внутренней обороны, на трудовые работы по возведению оборонительных сооружений и пр., было 14 000 женщин. В основном они использовались в санитарных частях, на тыловых и окопных работах:411.
К концу октября удалось улучшить продовольственное снабжение города и армии. В действующей армии суточный хлебный паёк поднялся до 2-х фунтов. В городе, хотя хлебный паёк остался на прежнем уровне (лицам 3-й категории выдавали по ¼ фунта хлеба в день), жителям начали выдавать сахар, соль, картофель. Все дети получали паёк приравненный к 1-й категории:463.
После ликвидации военной угрозы структура «внутренней обороны» была упразднена 22 ноября 1919 года, а 25 января 1920 года военное управление Петроградом было полностью заменено на обычное гражданское управление районными советами:600.

## Наступление Северо-Западной армии

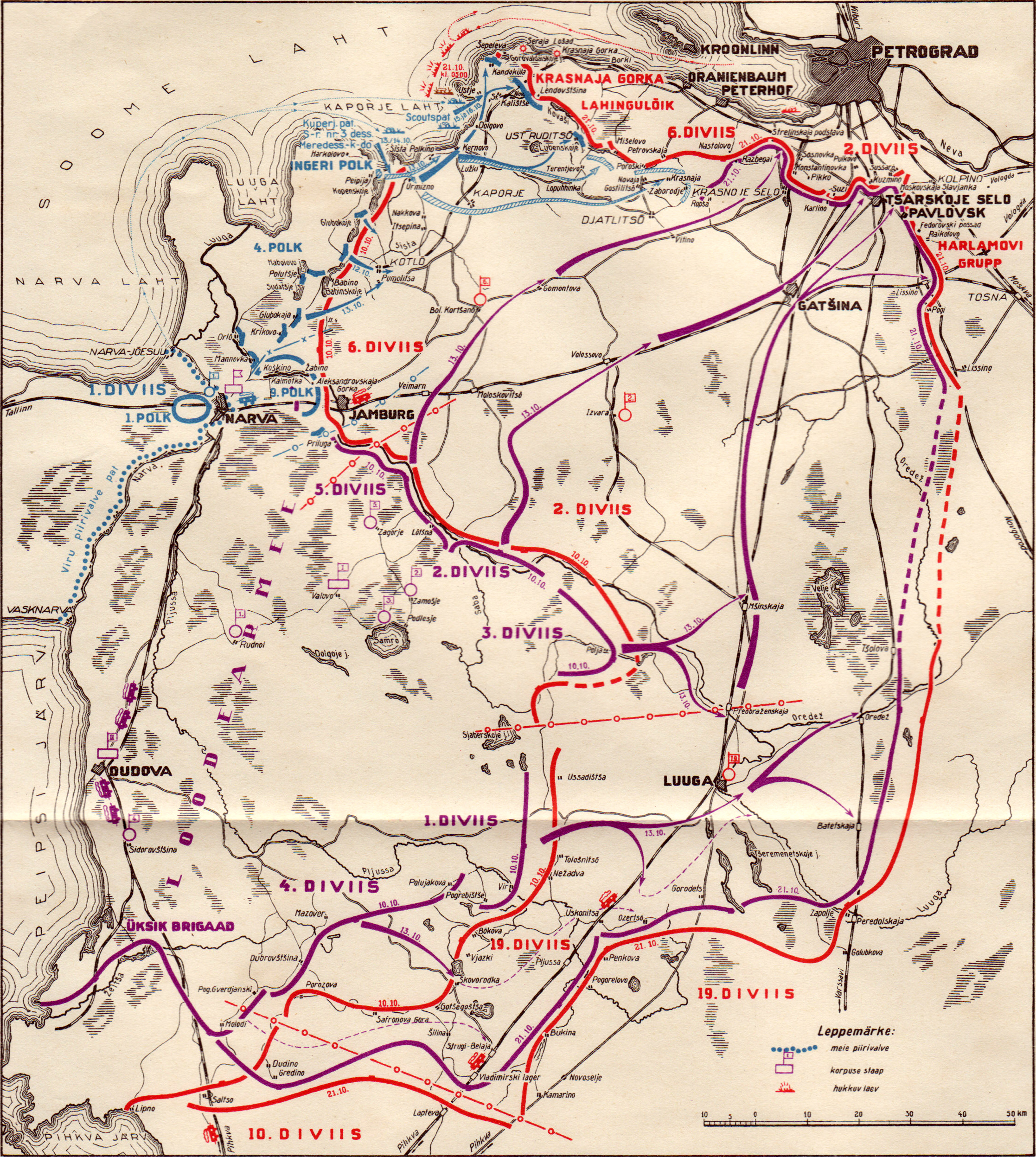
Схема наступления Северо-Западной армии (фиолетовый цвет) и частей эстонской армии (синий цвет) на Петроград в октябре 1919 года.

Операция по овладению Петроградом должна была содействовать наступлению войск А. И. Деникина на Москву. Это, а также ряд других причин практического свойства (моральный дух войск падал бы от вынужденного безделья; переговоры о мире эстонцев с советами; обещанная помощь английского флота не могла бы быть оказана, после того как воды Финского залива были бы стянуты льдом; желание как можно скорее спасти вымирающее от голода население Петрограда; как можно скорее показать союзникам практическую отдачу от поставленной ими помощи, для получения новой), требовали ускорить начало наступления, хотя СЗА не успела должным образом пополнить свой состав, не были ещё до конца распределены между частями полученные от союзников припасы и пр.:281:8,

### Сила и дислокация сторон

#### Северо-Западная и Эстонская армии
Эстонская армия под общим главнокомандованием генерала Й. Лайдонера должна была прикрывать фланги СЗА.
1-я Эстонская дивизия располагалась в районе Ингерманландских озёр и держала линию фронта от Копорского залива до железной дороги Ямбург — Гатчина, примыкая своим правым флангом к левому флангу Северо-Западной армии.  Из состава дивизии в распоряжение командования СЗА был выделен всего один, правда считавшийся лучшим во всей армии, «Балтийский полк».
2-я Эстонская дивизия держала фронт от устья реки Великой и далее на запад. 
Не следует переоценивать помощь союзников СЗА вооружением. Танки, присланные англичанами, нуждались в капитальном ремонте и не имели запасных частей. Английские орудия прибыли без замков. Только германские орудия и броневики в отряде князя Ливена были в хорошем техническом состоянии. Из шести аэропланов только два — русского и немецкого производства — были пригодны к использованию, на четырёх английских аэропланах не решались подняться в воздух даже отчаянные смельчаки. В 20-х числах октября Финляндия, под сильным давлением Франции, доставила в СЗА на условиях лизинга два французских лёгких танка «Бэби» («малыш»), состоявших на вооружении финской армии. Эти два танка очень хорошо зарекомендовали себя в боях, а после отступления СЗА и её разоружения в Эстонии были отправлены обратно в Финляндию:510—511.

#### Войска Петроградского военного округа РККА
Войскам русской Северо-Западной и эстонской армий противостояла 7-я армия РККА. К моменту начала наступления СЗА в 7-й армии было 24 850 штыков, 800 сабель, 148 орудий, 2 бронепоезда, 8 бронемашин. Протяжённость фронта 7-й армии равнялась 250 километрам — фронт пролегал от Копорского залива до реки Вердуге, по которой проходила разграничительная линия с частями 15-й армии.:301 После того, как в результате сентябрьского контрнаступления Красной армии белые были отбиты от Петрограда и непосредственная опасность городу миновала, многие боеспособные части, комиссары и коммунисты были переведены на Южный фронт, где в результате «похода на Москву» армии ВСЮР сложилась очень тяжёлая обстановка. Это, а также тот факт, что военнослужащие были расслаблены слухами о проходящих мирных переговорах и скором заключении мира с Эстонией, послужило причиной, что боевая способность и моральное состояние 7-й армии были низкими.:302 Всего же в Петроградском военном округе в тот период (с 15 сентября по 15 октября 1919 г.) числилось 206 763 едока (действующая армия, тыловые учреждения, мобилизованные и проходящие курс обучения, части выведенные в тыл на отдых и пополнение и т. п.):301.

### Отвлекающий удар на псковско-лужском направлении
Хотя часть генералитета СЗА, особенно та, которая получила свои чины ещё служа в Русской императорской армии настаивала на том, что прежде чем начать наступление на Петроград, нужно обеспечить свои фланги, то есть занять Псков, либо вообще выбрать Псков как главное направление удара:13, в командовании СЗА возобладало мнение молодых командиров, чьё мастерство проявилось во время манёвренной гражданской войны и которые считали, что только массированным ударом по кратчайшему направлению на Петроград, не оглядываясь на фланги, можно достичь успеха:286.
Поэтому псковское направление было выбрано как второстепенное, но, наступление на данном направлении началось ранее времени основного удара по Петрограду — 28 сентября 1919 года, для отвлечения внимания красных от основного удара. Части 4-й дивизии, при поддержке танков, использованных на этом театре военных действий впервые, легко прорвали фронт красных на широком участке. На следующий день наступление продолжилось, но уже без танковой поддержки, так как танки из-за плохого состояния дорог и слабости моторов принуждены были вернуться на базу в Гдов. В первые несколько дней наступлению сопутствовал успех, но с 1-го ноября наступательное движение заметно замедлилось, ввиду переброски советским командованием на данный участок крупных резервов. Красные даже пытались контратаковать на лужском и псковском направлениях, но были отбиты. С выходом на станцию Струги Белые было перерезано железнодорожное сообщение Луга — Псков. Далее продвинуться, ввиду малой численности наступающих войск, белые не сумели.:17 Однако цель отвлекающего манёвра была достигнута — красные, поверив что именно на южном направлении находятся главные силы белых, и что до взятия Пскова последние не начнут наступление на Петроград, перебросили под Псков и Лугу значительные подкрепления, сняв их с Ямбургского и Нарвского участков:19.
При этом 2-я эстонская дивизия проявила полную пассивность, так и не вступив в битву на протяжении всей кампании. Хотя эстонской армии на Псковском участке, в случае перехода в наступление, наверняка легко бы удалось занять Псков, так как какими бы то ни было существенными силами красные там не обладали.

### Петроградское направление
17 октября 1919 г.
Товарищи! Наступил решительный момент.
Царские генералы ещё раз получили припасы и военное снабжение от капиталистов Англии, Франции, Америки. Ещё раз с бандами помещичьих сынков пытаются взять Красный Питер. Враг напал среди переговоров с Эстляндией о мире, напал на наших красноармейцев, поверивших в эти переговоры. Этот изменнический характер нападения отчасти объясняет быстрые успехи врага. Взяты Красное Село, Гатчина, Вырица. Перерезаны две железные дороги к Петербургу. Враг стремится перерезать третью, Николаевскую, и четвёртую, Вологодскую, чтобы взять Питер голодом.
Товарищи! Вы всё знаете и видите, какая громадная угроза повисла над Петроградом. В несколько дней решается судьба Петрограда, решается судьба одной из твердынь Советской власти в России.
Мне незачем говорить петроградским рабочим и красноармейцам об их долге. Вся история двухлетней беспримерной по трудностям и беспримерной по победам советской борьбы с буржуазией всего мира показала нам со стороны питерских рабочих не только образец исполнения долга, но и образец высочайшего героизма, невиданного в мире, революционного энтузиазма и самоотвержения.
Товарищи! Решается судьба Петрограда. Враг старается взять нас врасплох. У него слабые, даже ничтожные силы, он силён быстротою, наглостью офицеров, техникой снабжения и вооружения. Помощь Питеру близка, мы двинули её. Мы гораздо сильнее врага. Бейтесь до последней капли крови, товарищи, держитесь за каждую пядь земли, будьте стойки до конца, победа недалека. Победа будет за нами!
В. Ульянов (Ленин)
Текст воспроизводится по Корнатовский Н. А. Борьба за Красный Петроград. — Москва: АСТ, 2004. — 606 с.
Всеобщее наступление на основном, Ямбургско — Петроградском направлении, началось 10 октября 1919 года:19 (на левом фланге наступление началось ещё 8 октября:20). Боевые действия имели очень подвижный характер, удары наносились собранными в кулак силами, об удержании сплошной линии фронта командование не помышляло. Белые распределили силы в семь колонн, по нумерации с правого фланга на левый:
- — колонна № 1 — отдельная бригада полковника Лебедева (несколько позже бригаду возглавил К. А. Ежевский);
- — колонна № 2 — 4-я дивизия князя Долгорукова и конный полк Булак-Балаховича;
- — колонна № 3 — 1-я дивизия генерала Дзерожинского;
- — колонна № 4 — 3-я дивизия под личным командованием генерал-майора А. П. Родзянко;
- — колонна № 5 — 2-я дивизия М. В. Ярославцева;
- — колонна № 6 — 5-я дивизия Светлейшего князя Ливена;
- — колонна № 7 — танки, ударный танковый батальон и разные мелкие части под началом полковника Хомутова;
- — отдельные задачи командования, действуя самостоятельно, выполнял Конно-егерский полк полковника Бенкендорфа[6]:19.

10 октября удалось захватить переправы через р. Лугу, а 11 октября фронт был прорван. Колонна № 6 вышла к Балтийской железной дороге у станции Веймарн, а ударный танковый батальон под прикрытием танкового огня овладел Ямбургом. Здесь танки надолго остановились (так же, как и бронепоезда и бронемашины белых:32) и в последующие 10 дней в боях участия не принимали — единственный железнодорожный мост через р. Лугу был взорван при оставлении Ямбурга, а иные мосты в регионе не могли выдержать вес танков. Танки удалось переправить по сооружённой переправе 20 октября. Бронепоезда и броневики смогли преодолеть водное препятствие только после починки железнодорожного моста — 5 ноября, когда белые части уже отступали:20, 39.
Красные в панике отступали, а преследующие их части СЗА в день проходили по 30—40 км. К 13 октября были заняты Луга, Плюсса, Серебрянка. В этот день перешли в наступление части эстонской армии. 16 октября белые заняли Красное Село, 17 октября — Струги Белые и Гатчину:268. События на фронте приняли для красных катастрофический характер. Советские части отступали в полнейшем хаосе и панике, в соприкосновении с противником находилась только одна 1-я бригада, остальные части, отрезанные друг от друга колоннами белых, и не имея связи с командованием армии, отступали даже не имея соприкосновения с противником. При этом местное население, из-за политики советской власти, было настроено к красноармейцам враждебно: где пассивно, где в форме открытых восстаний. Из запасных полков, в спешном порядке направленных в действующую армию, по пути дезертировало до 3⁄4 личного состава:312—315.
В общем можно сказать, что второй этап операции — расчленение и разгром 7-й армии РККА — СЗА выполнила:30.
Но и наступающие части, в силу отсутствия связи между колоннами и общеармейским штабом (отступающие красные части рубили телеграфные столбы и обрывали линии проводной связи) из-за необычайно высоких темпов наступления не могли координировать свои действия. 17 октября все колонны достигли обозначенных по плану рубежей и сблизились между собой к юго-западу от Петрограда на линии Красное Село — Гатчина — Луга. В тот день белое главнокомандование решило дать наступающим частям день отдыха. Наступательные операции не производились.
18 октября командование СЗА начало третий этап армейской операции — штурм Петрограда. Движение на Петроград должны были продолжить колонны левого фланга — № 5 (Царское Село — Пулково) и 6 (Стрельна — Лигово). Колонна № 4 под командованием Д. Р. Ветренко должна была перерезать Николаевскую железную дорогу в районе станции Тосно, чем лишила бы Петроградский гарнизон возможности получать подкрепления по кратчайшему пути. Колонны № 1, 2 и 3 должны были маневрировать на Лужском и Псковском направлениях, не допуская опасности контрудара РККА на правом фланге:30.
Но к этому моменту красное командование успело прийти в себя от первоначального шока и наладить оборону. На передовую начали прибывать отряды состоящие из коммунистов, курсантов курсов красных командиров, моряков Балтфлота и других идеологически спаянных и преданных советской власти лиц. Троцкий, в качестве наказания за оставления позиций, применил децимации — в отступивших частях расстреливали каждого десятого красноармейца. Наступающие войска начали встречать отчаянное сопротивление. Красные не считаясь с потерями, «не отдавали без упорного сопротивления ни пяди земли, ни одной деревни»:32. Штабом Петроградского укрепрайона на фронт было отправлено 18 000 бойцов при 59 орудиях из числа гарнизона Петрограда. В направлении наступления эстонцев — вдоль побережья Финского залива — были высажены десанты моряков Красного Балтфлота, численностью до 11 000 штыков, для удержания побережья и фортов. По прибытии в Петроград 17 октября Башкирской группы войск в составе Башкирской отдельной кавалерийской дивизии и Башкирской отдельной стрелковой бригады, группа была брошена на защиту Пулковских высот, где понесла огромные потери людьми и лошадьми:316—317. Огромные потери понесли мобилизованные рабочие Петрограда — только на Пулковских высотах погибло более 10 тыс. рабочих.
Между тем, по не выясненным до конца причинам, полковник Д.Р. Ветренко, вместо того, чтобы все силы своей дивизии поставить на выполнение данной ему задачи, направил по направлению к ст. Тосно Николаевской железной дороги только одну бригаду, а с основными своими силами начал продвижение на север, к Павловску. В результате станция Тосно так и не была взята, а советское командование непрерывно перебрасывало в Петроград по Николаевской железной дороге резервы, причём добиваясь весьма высокой в условиях коллапса железнодорожного транспорта скорости движения поездов — до 500 км в сутки.

#### Попытка захватафорта «Красная Горка»ибатареи «Серая Лошадь»

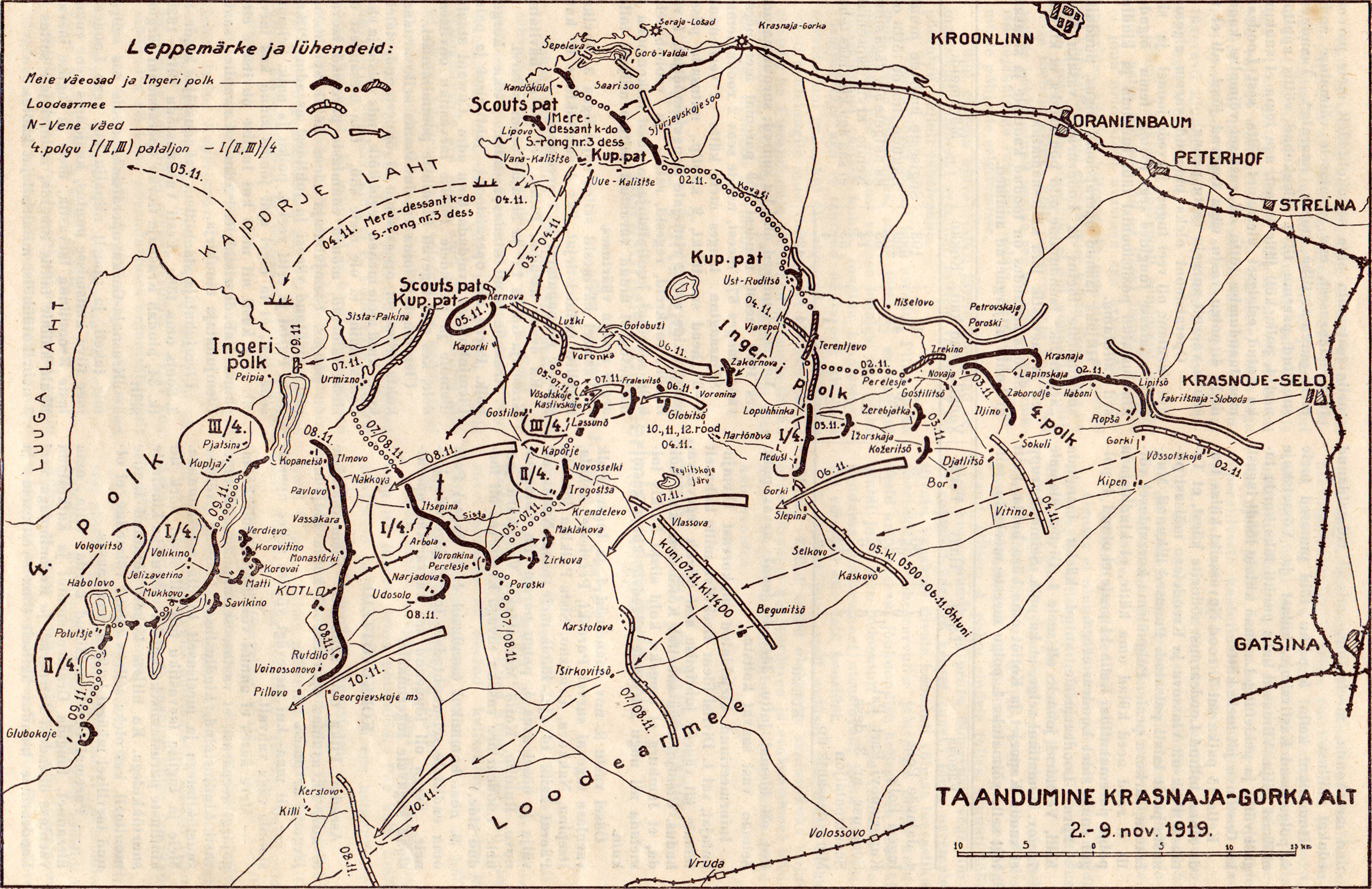
Отступление Эстонской армии от Красной Горки в ноябре 1919 года

17 октября активизировались боевые действия на левом фланге СЗА. Здесь наступление вдоль побережья Финского залива вели вооружённые силы Эстонии, обеспеченные с моря поддержкой английского и эстонского флотов. В задачи наступающих эстонских частей входили высадки десантов на побережье в тылу Красной армии и захват береговых фортов. Руководил операцией эстонский адмирал Йохан Питка. Защитники фортов проявили мужество и героизм и, невзирая на артобстрел эстонского флота, атаки сухопутных сил и авианалёты эстонских и английских аэропланов, удержали батарею и форт. При этом открывали ответный огонь из орудий фортов по морским и сухопутным силам противника, принуждая их к отступлению. Операция провалилась. Сообщалось, что эстонцы имели планы, в случае захвата форта «Красная Горка», уничтожить огнём его орудий крепость Кронштадт и Балтийский флот, чтобы он не мог представлять в будущем опасность для молодой эстонской независимости.:319—320 Питка позднее вспоминал: 

Если бы силам Северо-западной белогвардейской армии удалось завладеть Петроградом и в её руках очутился бы флот, то через несколько недель этот флот появился бы под Андреевским флагом под Ревелем, чтобы вновь превратить последний из столицы Эстонской республики в губернский город России:320. 
Провал эстонской операции по захвату «Красной Горки» и иных фортов на побережье Финского залива привёл к тому, что левый фланг наступления СЗА, остался открыт для флангового удара со стороны оставшихся в опорных пунктах красных частей. Белое командование при разработке наступления исходило из того, что эти пункты на побережье будут подавлены эстонским и английским флотами и захвачены эстонскими десантами, поэтому выставления какого-либо существенного заслона на левом фланге произведено не было:33. Но силы английского флота и эстонской армии в тот момент были задействованы на подавление выступления Бермондт-Авалова под Ригой и всё побережье Финского залива, ввиду отсутствия действий английского флота, осталось в руках красных, которые из районов Петергофа, Ораниенбаума и Стрельны начали угрожать левому флангу, с 19-го октября наступая на Ропшу:33, а корабли Красного Балтфлота, подходя к южному берегу Финского залива, смогли обстреливать позиции белых и высаживать десанты моряков-краснофлотцев.

### Война на море
Матросы! 

Час падения Петрограда настал. Наши войска стоят на ближайших подступах к городу. Расплата за ваши кровавые подвиги, ужаснувшие весь мир, близится. Вы можете спасти вашу жизнь только лишь переходом на нашу сторону в момент занятия Петрограда. Всякий же застигнутый на улице Петрограда с оружием в руках для сопротивления нам будет беспощадно расстрелян на месте.

Командующий Северо-западной армией
генерал от инфантерии Юденич.:470

### Последние усилия — бои 20—25 октября
К 20 октября колонны СЗА вышли на линию наибольшего продвижения в сторону Петрограда: Лигово — Красное Село — Царское Село — Колпино:467. Троцкий усилил обороняющую Петроград группировку до 40 000 бойцов при 453 орудиях, 708 пулемётах, 6 бронепоездах, 9 бронеавтомобилях 23 самолётах и назначил на 21 октября переход в контрнаступление:467. В ночь на 20 октября с чьей-то подачи весь мир облетела срочная радиограмма о том, что красный Петроград пал, а Кронштадт захвачен английским флотом:299.

#### Боевые действия на левом фланге СЗА
Атаки красноармейцев и десанта моряков Красного Балтфлота на обнажённый левый фланг СЗА начались ещё 19 октября. Здесь на всём пространстве от Красной Горки до Стрельны маневрировал один резервный Конно-егерский полк. До 21 октября немногочисленным частям белых удавалось отбивать атаки упорно атакующих красных, но в тот день красным удалось овладеть Ропшей и 23 октября развить наступление на Русское-Копорское и Красное Село, в тыл ливенцам, которым пришлось вместо атак на Стрельну развернуться и ликвидировать прорыв в тылу. Ослабленные части ливенцев, которые до этого медленно, но методично вытесняли красных из каждой деревни на своём пути, повели 24 октября наступление на Стрельну, но, потеряв до 50 % личного состава были вынуждены вернуться на прежние позиции:471. 25 октября красные части вновь повели наступление на Русское-Копорское. Как вспоминал очевидец красной атаки, она велась «четырьмя цепями, двигавшимися одна за другой, а за ними следовали сплошные колонны резервов». По сведениям белых источников, «красные бойцы были сильно возбуждены кокаином, который специально выдавался всем красноармейцам до наступления». Советский историк Корнатовский предположил, однако, что белогвардейцы лишь «восприняли революционный энтузиазм красноармейцев… за искусственную возбуждённость»:472. Белые не смогли удержать Красное-Копорское, что решило и судьбу Красного Села, которое пришлось оставить в ту же ночь:34.
В те же дни РККА пыталась совершить более глубокий обхват СЗА, наступая на юг из окрестностей «Красной Горки» и Петергофа на Гостилицы — Волосово, чтобы, перерезав Балтийскую железную дорогу, лишить белые части возможности отступления. Из-за отсутствия каких бы то ни было резервов белых войск в данном районе не было. Однако, находящиеся в осаде «Красной Горки» части 1-й эстонской дивизии нанесли по колонне красных фланговый удар, принудив её вернуться на первоначальные позиции:37.

#### Боевые действия на центральном участке
В этот момент к наступательной операции присоединились танки, которые искусно использовались белым главнокомандованием, оперативно перебрасывающим их в места наиболее упорного сопротивления красных. В течение 23—22 октября на подступах к Пулково шли ожесточённые бои, атаки талабцев и островцев сменялись контратаками красных курсантов, финских коммунистов и башкир. Корабли Красного Балтфлота вынуждены были прекратить огневую поддержку сухопутных частей, так как при переменном успехе атак невозможно было не вредить огнём собственной пехоте. Вечером 23 октября красным удалось ударом по Вятскому полку, занимающему позиции на стыке 2-й и 3-й дивизий, опрокинуть его. Причём беспорядочное бегство полка, состоявшего в 3-й дивизии (которая вместо овладения станцией Тосно продвинулась к Павловску с юга), пришлось в направлении расположения 2-й дивизии, полки которой из-за слухов о прорыве фронта и возникшей из-за этого панике также начали отступление.
Хотя 25 октября белые, после произведённых перегруппировок, пытались наступать и продвигались вперёд, но закрепиться на вновь отбитых позициях, из-за контратак многократно превосходящих сил красных, не могли и отступали. Сказалось полное отсутствие резервов и авантюрные, преступные действия Бермонт-Авалова, проигнорировавшего многократные приказы Юденича и не отправившего свои силы (ок. 50 тыс. штыков и сабель) на помощь Северо-Западной армии. Первый успех воодушевил красных. Инициатива, до того дня бывшая в руках у белых, перешла к красному командованию. Теперь оно решало, где нанесёт удар, а белые штабы должны были думать, из какого места перебросить уставшие и воюющие части, чтобы закрыть очередной прорыв:37—38.

## Контрнаступление РККА

### Сила и дислокация сторон к началу контрнаступления

#### Северо-Западная и Эстонская армии
К моменту перехода РККА в наступление численность СЗА увеличилась до примерно 25 000 бойцов за счёт мобилизаций в белую армию пленных красноармейцев и притока добровольцев с отвоёванных территорий. Примерно 25 октября 1-я дивизия была срочно переброшена из-под Луги в район восточнее Гатчины. 30 октября за ней последовала Отдельная бригада. На всём пространстве от Чудского озера до Луги белые имели одну 4-ю дивизию численностью около 3000 штыков.

#### Войска Петроградского военного округа РККА
К концу октября боевой состав 7-й армии, несмотря не непрерывно подходящие резервы, не превышал 20 000 человек. Армия несла огромные потери:527. Кроме 7-й армии Петроградский фронт держали части Петроградского гарнизона и «внутренней обороны» города, а также различные отряды, сформированные в срочном порядке специально для отражения наступления Юденича из преданного и поддерживающего советскую власть местного населения — коммунистических рабочих, красных курсантов и т. п. На южном берегу Финского залива были высажены десанты матросов Красного Балтфлота.

#### 15-я армия РККА
15-я армия РККА, входившая в состав Западного фронта, располагалась на его правом фланге и занимала позиции от Псковского до Белого озера. Армия насчитывала 33 500 штыков и сабель, 128 орудий и 625 пулемётов и состояла из трёх стрелковых дивизий — 10-й, 11-й и 19-й.

### Планы красного командования
Общая численность сухопутных красных войск оценивалась в 59 тыс. штыков, 2 тыс. сабель, 243 орудия, 1297 пулемётов, бронепоезда.  План наступления разработанный Троцким предполагал нанесение ударов 7-й армией от Тосно и 15-й армией от Луги по направлениям, сходящимся в районе Ямбурга. Если бы план удался, вся Северо-Западная армия, сконцентрированная на подступах к Петрограду, попала бы в окружение. 7-я армия должна была перейти в наступление 21 октября. 15-я армия — 26 октября.

### Ход боевых действий
Первого привета заслуживают петроградские рабочие, как авангард революционных рабочих и солдат, как авангард трудящихся масс России и всего мира 

Петроградские рабочие первые отвергли власть буржуазии и подняли знамя пролетарской революции против капитализма и империализма. Два года рабочие и трудящиеся крестьяне Советской республики держат победно это знамя, вопреки всем трудностям и мучениям голода, разрухи разорения. Два года социалистического строительства дали нам, несмотря на бешеную злобу и сопротивление буржуазии, несмотря на военные нашествия всемирного империализма, дали нам большой опыт, дали укрепление советской власти.

Сочувствие рабочих всего мира на нашей стороне. Медленно и трудно, но неуклонно зреет во всех странах пролетарская революция, и зверские насилия буржуазии только обостряют борьбу, только ускоряют победу пролетариата. 

Как раз в последние дни английские реакционеры и империалисты поставили последнюю свою карту на взятие Петрограда. Буржуазия всего мира и русская особенно уже предвкушала победу, но вместо победы они получили поражение. Под Петроградом войска Юденича разбиты и отступают. Товарищи рабочие, товарищи красноармейцы, напрягите все силы во чтобы то ни стало, преследуйте отступающего врага. Бейте их. Не давайте им ни часа, ни минуты отдыха. Теперь больше всего мы можем и должны ударить как можно сильнее, чтобы добить врага. 
 
Да здравствует Красная армия, побеждающая царских генералов, белогвардейцев, капиталистов!
 
Да здравствует Международная советская республика! 

В. Ленин

5 ноября 1919 г.
Текст воспроизводится по Корнатовский Н. А. Борьба за Красный Петроград. — Москва: АСТ, 2004. — 606 с.

#### Действия РККА против Северо-Западной армии
Бои 21 — 25 октября происходили с переменным успехом. Фронтальными ударами красным удалось сбить белых с позиций и несколько оттеснить их от Петрограда, но с появлением на театре военных действий 1-й дивизии полковника Дзерожинского и Отдельной бригады положение нормализовалось. Белое командование даже смогло выделить из состава Ливенской дивизии отдельную ударную группу для ликвидации выступа на левом фланге СЗА в районе Кипень — Витино, угрожавшего всей вырвавшейся вперёд СЗА. В состав ударной группы, командование которой было поручено генерал-майору Пермикину, вошли Талабский, Семёновский, Конно-Егерский, Булак-Балаховича полки, два танка «Бэби», ударный танковый батальон, личная сотня генерала Родзянко и десантная рота:42. Удачными манёврами ударной группе Пермикина удалось 29 октября разгромить красные группировки в районе Ропши, а 1 ноября обходным манёвром принудить красных начать отход от Красного Села. Аналогично складывалась обстановка и на Гатчинском участке — белые части в течение 31 октября — 2 ноября, пополненные снятыми с Лужского направления частями, пытались вырвать инициативу из рук красных, достигая тактических успехов — оттесняя противника и перемалывая всё прибывающие и прибывающие красные подкрепления. Но в этот момент, из-за катастрофического развития ситуации на Лужском направлении, белое главнокомандование отдало приказание частям, сражающимся на Петроградском фронте, начать отступление:43—44.
24 октября по приказу Троцкого в наступление перешла 15-я армия РККА. Наступление проходило в сложных условиях осеннего бездорожья, а наступившие холода отрицательно сказывались на физическом состоянии плохо экипированных красноармейцев. Наступавшие на флангах армии 10-я и 19-я дивизии встретили сопротивление белых и смогли продолжить наступление при крайне незначительном темпе продвижения — за первые 8 дней наступления каждая из дивизий продвинулись на 70 — 80 километров по фронту. Против 10-й дивизии белые даже удачно контратаковали, переправляясь через реку Желчу и захватывая плацдармы на южном берегу:518:47. Находящаяся в центре 11-я советская дивизия, располагавшаяся между станциями Струги Белые и Плюсса, не встречая никакого сопротивления из-за отсутствия противника, перерезала железнодорожное сообщение Луга — Гдов и к 1-му ноября вышла на подступы к Луге. 2 ноября Луга была взята обходным манёвром с запада. При этом некоторые белые части, отступавшие на запад с позиций восточнее Луги через город, не зная что он уже в руках красных, попали на его улицах в засаду были наголову разбиты (Нарвский и Гдовский полки). 3 ноября красные продолжили продвижение на север и заняли станции Преображенская и Мшинская. Такое положение дел, а также продвижение 10-й дивизии в направлении Гдова и 11-й в направлении Ямбурга создали опасность белым войскам под Гатчиной, над ними нависла угроза оказаться отрезанными от эстонской границы:479—480.
В связи с успешным наступлением дивизий 15-й армии РККА, в Гатчине началась паника, распространять которую стал сам комендант города, начавший всех предупреждать, что необходимо как можно скорее покинуть город. По свидетельствам некоторых очевидцев, панике способствовали верхи армии:476. В ночь на 3 ноября Гатчина была оставлена белыми без боя. Из воспоминаний генерала Ярославцева::476

 … при отходе от Гатчины войска, не имея руководящих указаний, отходили в беспорядке. Начальники дивизий ездили к генералу Юденичу в Нарву за инструкциями, но ни он, ни начальник штаба генерал Вандам, ни его коллеги — Малявин и Прюссинг — не знали, на что решиться, и отход обратился в бесцельное, стихийное отступление.
Между тем части 15-й армии РККА продолжали движение на северо-запад и запад, направлением на Ямбург-Нарву и Гдов. Особенно глубоко проникла в тылы белых кавалерийская группа, сформированная из двух полков — кавполка 11-й дивизии и Эстонского кавалерийского полка, численностью 350—400 сабель при нескольких пулемётах. Группа рейдом прошла до самого Гдова. Уничтожив склады и тыловые учреждения СЗА на своём пути, распустив по домам команды вновь мобилизованных в Северо-западную армию местных жителей, захватив много трофеев и около 300 пленных, она вышла в расположение красных войск уже у самого города. Угроза полного окружения основной группировки СЗА стала настолько реальной, что белое командование приняло решение о всеобщем отступлении.
Отступление проходило поспешно, но при этом в полном порядке. Наступающая 7-я армия на несколько дней потеряла соприкосновение с отступающими частями СЗА. Белые попытались организовать оборону на линии Волосово — Лигово, но в результате ожесточённого боя красная пехота при поддержке бронепоезда «Черноморец» и кавалерии выбила их с позиций:518.
К 7 ноября СЗА отступила на свои летние позиции под Ямбургом. 8 ноября белые оставили Гдов. К 12 ноября обе красные армии достигли нижнего (северного) течения реки Луги. 14 ноября при поддержке бронепоезда «Черноморец» красные вошли в Ямбург. Белые потеряли до 600 человек пленными, 35 пулемётов, три орудия. Было освобождено около 500 пленных красноармейцев. Под контролем белых не осталось ни одного крупного города:44—46.
Советский историк Корнатовский отмечал, что с первых дней наступления, в занимаемых местностях, прилегающих к Петрограду, Красная армия получала от местного населения «всемерную поддержку»:312 и «посильную помощь»:478, которые выражались в предоставлении фуража, квартир, подвод и рабочей силы:312, 478. Он же приводил факты, о том, что по мере продвижения Красной армии на запад в сторону границ с Эстонией, благожелательное отношение к Советской власти сменилось на отрицательное, что в некоторых случаях было вызвано несвоевременным подвозом в армию пищи и фуража, из-за чего красное командование было вынуждено прибегать к реквизициям. Особо отмечались конфликты между местным населением и башкирскими частями:523—526.

#### Боевые действия на южном побережье Финского залива
Части эстонской 1-й дивизии, принимавшие участие в наступлении СЗА, к концу октября всё ещё были скованы осадой фортов «Передовой» (бывший «Серая Лошадь») и «Краснофлотский» (бывший «Красная Горка»). Взять с суши форты не удалось. Помощь англичан с моря была запоздалой, робкой и незначительной.
2 ноября в Нарве было проведено совместное военное совещание командования СЗА, военно-морских и сухопутных сил Эстонии и начальника английской военной миссии Великобритании Рихарда Хекинга. Решался вопрос о дальнейших действиях. Стороны обвиняли друг друга в военных неудачах. Юденич сообщил, что ввиду отсутствия действенной поддержки на море флота Великобритании и из-за того, что союзникам не удалось захватить Кронштадт, он начал отступление. На что Хенинг обвинил Юденича в неоказании поддержки правому флангу адмирала Питки, припомнив заявление Юденича о том, что для него Красная горка и Кронштадт не имели никакого значения. На это ничего внятного Юденич не ответил, лишь пробормотал о недостаточной помощи союзников. Совещание окончилось решением эстонского командования о свёртывании операции на советской территории и отходе на позиции на границе Эстонии, «так как выяснилось, что армия Юденича уже давно превратилась в беспорядочное стадо и что его последние сообщения о боях — ложь и выдумки». К 14 ноября, когда Красная армия подошла к границе Эстонии её встретила на заранее укреплённых оборонительных позициях Эстонская армия:518—520.

#### Бои на Эстонской границе
Боевые действия на восточной Эстонской границе, получившие в советской историографии название «Нарвская операция», проходили с середины ноября до 31 декабря 1919 года (когда между Эстонской и Советской республиками было заключено перемирие) и отличались ожесточённостью боёв, проходивших в тяжёлых климатических условиях, усугубляющихся трудностями пребывания в болотистой местности, и нарастающей в связи со всеми этими факторами измождённостью сторон:523. Красная армия, сосредоточившая на данном участке шесть дивизий, пыталась уничтожить СЗА и захватить Нарву, чтобы сделать эстонцев, ведущих мирные переговоры, более сговорчивыми.
После падения Ямбурга части СЗА, многочисленные обозы и беженцы (за отступавшей армией последовало примерно 80 000 — 90 000 беженцев, не пожелавших остаться в Советской России) скопились к востоку от Эстонской границы на пространстве от Чудского озера до шоссе Нарва — Ямбург. К северу от шоссе до побережья Финского залива фронт держали 1-я и 3-я дивизии Эстонской армии:522.
Эстонское правительство вначале не разрешило частям Северо-Западной армии переходить на эстонскую территорию. Только спустя несколько дней — 16 ноября — и после многочисленных обращений командования СЗА и представителей союзников, на левый берег р. Наровы было разрешено перевести пленных красноармейцев, некоторые группы беженцев, тыловые и запасные части СЗА. Оружие оставляли только тем частям, которые ещё не утратили боеспособности и были готовы и далее продолжать вооружённую борьбу с большевизмом. Некоторые части самовольно уходили на левый берег, но такие оказывались в ещё худших условиях, чем сражающиеся на правом берегу — их разоружали и размещали в лагерях для интернированных — как правило под открытым небом в болотистой местности.
Примерно 2/3 СЗА продолжали сражаться с РККА на вверенном им участке. Силы армии таяли. Не имея тыла, не получая должного снабжения и медицинской помощи, не имея укрытия, не видя никаких перспектив из-за отказа Эстонии принять армию на свою службу, солдаты СЗА впадали в отчаяние и дезертировали, кто на территорию Эстонии, кто возвращался на территорию Советской России. Началась эпидемия тифа. Но при всём этом армия продолжала отбивать ожесточённые атаки красных. Её вклад в оборону Эстонии и в это время невозможно переоценить, так как на начальном этапе обороны Эстонская армия не располагала на границе достаточными силами, чтобы сдержать 2 красные армии. Но если к началу оборонительного сражения СЗА держала 1/3 фронта, то к концу декабря из-за убыли состава армии её части держали только 1/6 общей протяжённости фронта.
В целом Нарвская операция выявила огромные дефекты в управлении красными войсками — разведка, координация действий различных родов войск, штабная и командирская работа — всё было на очень низком уровне:526. Красная армия не смогла выполнить поставленные задачи, а к концу декабря 1919 была полностью вымотана непрерывными боями и тяжёлыми погодными условиями.

## Катастрофа Северо-Западной армии
Ещё 14 ноября 1919 г. Юденич, видя катастрофическое для его армии развитие ситуации, послал эстонскому главнокомандующему Лайдонеру следующую телеграмму: 

Красные подавляющими силами упорно атакуют и местами теснят части вверенной мне армии, особенно со стороны Гдова. Войска до крайности утомлены беспрерывными боями. На крайне тесном пространстве между фронтом и эстонской границей — в непосредственном тылу войск скопились все обозы, запасные, пленные, беженцы, что до крайности стесняет маневрирование войск, малейший неуспех может создать панику в тылу и привести к катастрофе и гибели всей армии. Необходимо не позднее завтрашнего дня перевести все тылы на левый берег Наровы. Предвижу возможность и даже неизбежность дальнейшего отхода армии, что может вызвать конфликт в случае перехода границы Эстонии. Во избежание неминуемой гибели армии я прошу вас не отказать немедленно принять под ваше командование вверенную мне армию и назначить ей участок общего с вверенными вам войсками фронта. Прошу вас доложить мою просьбу эстонскому правительству о принятии Северо-Западной армии под покровительство Эстонии. Для переговоров командирую генерала Родзянко:527.
 Но ситуация коренным образом изменилась в сравнении с ноябрём 1918 г. Эстонская армия окрепла и больше не нуждалась в помощи русских антибольшевистских сил. Эстонское правительство посчитало, что дело Северо-Западной армии проиграно, и сделало ставку на заключение мира с Советской Россией. Эстонцы отвернулись от Северо-Западной армии.

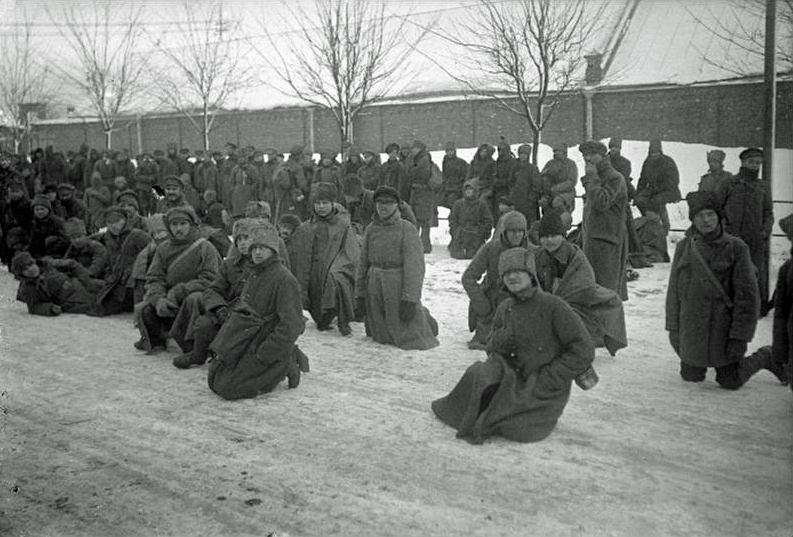
Интернированные воины СЗА перед отправкой в Россию. Нарва, февраль 1920 года

Эстонское правительство с 16-го ноября разрешило пропуск на свою территорию некоторых категорий северозападников и русских беженцев. При этом эстонские власти разоружали военнослужащих, отбирали припасы и амуницию, а зачастую и личное имущество. Журналист Г. И. Гроссен так описывал происходящее на границе: 

Несчастные русские, несмотря на зимнюю стужу, буквально раздевались, и всё беспощадно отнималось. С груди срывались нательные золотые кресты, отнимались кошельки, с пальцев снимались кольца. На глазах русских отрядов эстонцы снимали с солдат, дрожащих от мороза, новое английское обмундирование, взамен которого давалось тряпьё, но и то не всегда. Не щадили и тёплое нижнее американское бельё, и на голые тела несчастных побеждённых накидывались рваные шинели:528
.
Встреченные таким образом бойцы СЗА размещались в лагерях для интернированных в болотистой местности Вируского уезда, зачастую под открытым небом. Множество людей заболели и умерли от переохлаждения и истощения. Из-за скученности людей в антисанитарных условиях быстро распространилась завшивленность и началась эпидемия тифа. Эстонские власти объясняли такое отношение к северозападникам и русским беженцам тяжёлым положением в самой Эстонии и отсутствием ресурсов для оказания помощи.
Юденич сдал командование армией 28 ноября генерал-лейтенанту П. В. Глазенапу, который 1-го декабря издал свой единственный приказ по армии, пытаясь приободрить военнослужащих. Между тем эстонские власти начали всячески препятствовать деятельности русских тыловых учреждений и вообще русских организаций, находящихся в Эстонии, пытаясь вообще изгнать их со своей территории в преддверии назначенной на 3 декабря открытия эстонско-советской мирной конференции. К этому моменту английское правительство также приняло для себя решение прекратить помощь русским антибольшевистским формированиям и начать торговые отношения с Советской Россией. Только Франция ещё поддерживала белую Северо-Западную армию:534. В начале декабря Верховный совет Антанты, встревоженный сообщениями членов политического совещания об отношении Эстонского правительства к СЗА и слухами о намерении Эстонии заключить мир с Советской Россией, направил Эстонии запрос о действительном состоянии дел. Ответ Эстонского правительства, составленный в претенциозной манере, содержал прямые фальсификации и искажения фактов, ставившие целью оправдать отказ от продолжения сотрудничества со своей бывшей союзницей по антибольшевистской борьбе и обосновывающие необходимость заключения мира с Советской Россией.

В начале декабря русское Северо-Западное правительство проводило ежедневные совещания, ища пути выхода из создавшегося положения. Заслушав доклад военного министра правительства Н. Н. Юденича о состоянии армии и перспективах дальнейшей борьбы, правительство 3 декабря послало ноту Эстонскому правительству, в которую были включены следующие пункты: 1) части СЗА на территории Эстонии должны рассматриваться как резервная армия и им должно быть разрешено вернуться на русскую территорию; 2) армии должны быть возвращены вся амуниция и снаряжение; 3) Эстония должна предоставить СЗА район переформирования, как плацдарм для подготовки нового наступления на Петроград. Данная нота была поддержана французским военным представителем, но правительство Эстонии ответило отказом: 
Было бы непростительной глупостью со стороны эстонского народа, если бы он сделал это:535.
Как возможности сохранения армии и продолжения борьбы с большевизмом обсуждались варианты переброски боеспособных частей СЗА морем в Северную область или во ВСЮР, но союзники отказались предоставить тоннаж, а зафрахтовать необходимое количество транспортных судов за свой счёт белое командование было не в состоянии. Как вариант продолжения борьбы в северо-западной области изучалась возможность проведения десантной операции из наиболее боеспособных частей СЗА, которые при помощи британского флота можно было бы высадить на максимально близкой к Петрограду территории, для молниеносного удара по бывшей столице, но планы этой операции не нашли поддержки у англичан. Планы переброски на Польский фронт также остались на бумаге (впрочем, значительное количество северозападников, продолживших антибольшевистскую борьбу, в конечном итоге оказались именно на Польском фронте):336.
К концу декабря северозападникам и беженцам наконец-то разрешили перейти на территорию Эстонии и разместиться в Нарве. Для СЗА начался «последний и самый жуткий круг страданий». Армию разоружили и всех разместили в огромных бараках — «гробах». Началась эпидемия тифа. Люди умирали сотнями, трупы свозили на окраину Нарвы и сбрасывали в общие могилы на так называемом «трупном поле».  Видя отношение местных властей к бесправным русским, эстонская чернь[прояснить] позволяла себе по отношению к ним хулиганские выходки. Частыми были уличные избиения и издевательства со стороны недисциплинированных солдат эстонской армии.
Масса рядовых русских солдат, особенно бывших красноармейцев, попавших в ряды СЗА по мобилизации, единственным выходом видела для себя возвращение на советскую территорию. С момента заключения перемирия 31 декабря по конец января только на нарвском боевом участке было зафиксировано 7611 перебежчиков. Офицеры также самовольно оставляли армию — те, кому позволяли средства, уезжали во ВСЮР или на Север, остальные просто уезжали, ища возможность устроиться хоть где-нибудь:336.
22 января 1920 года Н. Н. Юденич издал приказ о ликвидации Северо-Западной армии.

## Причины поражения белых
- Различным антибольшевистским силам, действовавшим в северо-западном районе бывшей Российской империи, недоставало взаимного доверия и согласованности в своих планах[4]:354.
- Одной из основных причин неудачи осеннего похода на Петроград явилось выступление Западной армии против Риги.  Западная армия, многочисленная и хорошо вооружённая, не только не оказала СЗА никакой помощи, но и своими действиями оттянула на себя силы союзников последней — англичан и эстонцев. В результате Красный Балтийский флот имел возможность поддержать оборону Петрограда, а с южного берега Финского залива, оставшегося в руках красных, над левым флангом СЗА нависла угроза флангового удара[4]:340.
- Антилатышские действия Западной армии вызывали опасение эстонского правительства в том, что армия Юденича также может быть использована для захвата власти в Ревеле, из-за этого отношения между эстонской армией и Северо-Западной были напряжёнными

## Отражение в искусстве

### В художественной литературе
- А. П. Куприн. «Купол св. Исаакия Далматского»

### В кино
- «Подруги» (1935). Реж. Л. Арнштам.
- «Мы из Кронштадта» (1936). Реж. Е. Дзиган.
- «Балтийцы» (1937). Реж. А. Файнциммер.
- «Разгром Юденича» (1940). Реж. П. Петров-Бытов —  Видео

### Научно-исторические исследования
- Корнатовский Н. А. Борьба за Красный Петроград. — Москва: АСТ, 2004. — 606 с. — (Военно-историческая библиотека). — 5000 экз. — ISBN 5-17-022759-0.
- Пухов А. Балтийский флот в обороне Петрограда. 1919 год. — Москва - Ленинград: Военмориздат НКВМФ СССР, 1939.
- Цветков В. Ж. Белое дело в России. 1919 г. (формирование и эволюция политических структур Белого движения в России). — 1-е. — Москва: Посев, 2009. — 636 с. — 250 экз. — ISBN 978-5-85824-184-3.
- Лохматов М. В. Сравнительный анализ военного управления и тактики Красной и Белой армий на Северо-Западном фронте в 1919 году. «Мир в новое время». Санкт-Петербург, 2003 (недоступная ссылка)

### В мемуарах
- Октябрьское наступление на Петроград и причины неудачи похода : записки белого офицера. Финляндия. 1920.
- Реден Н. Р. Сквозь ад русской революции. Воспоминания гардемарина 1914 — 1919 = The Unmaking of a Russian / Глебовская Л. И.. — Москва: Центрполиграф, 2006. — 287 с. — (Свидетели эпохи). — 4000 экз. — ISBN 5-9524-2000-1.
- д. и. н. Волков, С. В. Белая борьба на Северо-Западе России / Сапожников С. А.. — 1-е изд. — Москва: ЗАО Центрполиграф, 2003. — С. 687. — 348 с. — (Россия забытая и неизвестная. Белое движение.). — 3000 экз. — ISBN 5-9524-0201-1.